# Dvozobi borov lubadar
Dvozobi borov lubadar (znanstveno ime Pityogenes bidentatus) je evropska vrsta lubadarjev, ki je razširjena tudi v Sloveniji in predstavlja škodljivca v sestojih bora in smreke.

## Opis in biologija
Odrasli, rjavo črni hroščki, dosežejo telesno dolžino med 1,8 in 2,5 mm. Elitre so na bazi temnejše, proti konci pa postajajo rdečkaste barve. V Sloveniji ima dvozobi borov lubadar eno ali dve generaciji, prezimi pa lahko v stadiju ličinke, bube ali imaga. Največ škode povzročajo ličinke, ki se pod drevesno skorjo hranijo z beljavo in s tem uničujejo drevesa. Tudi imagi se do spolne zrelosti hranijo v hodnikih ličink. Ličinke vzpostavijo zvezdast sistem rovov, v katerih je 3-7 materinskih hodnikov, ki so dolgo do 10 cm. Ličinke se zabubijo na koncu zvezdastih rovov v ličju ali beljavi.
Naravni sovražnik te vrste lubadarjev je osica Eurytoma morio.